# Götene landskommun
Götene landskommun  var tidigare en kommun i Skaraborgs län.

## Administrativ historik
När 1862 års kommunalförordningar trädde i kraft inrättades denna kommun i Götene socken i Kinne härad i Västergötland.
5 februari 1918 inrättades här municipalsamhället Götene.
Vid kommunreformen 1952 ombildades kommunen till Götene köping som 1971 ombildades till Götene kommun.

## Politik

### Mandatfördelning i Götene landskommun 1938-1946
| 7 | 13 |

| 19 |

| 8 | 12 |

| 18 |

| 6 | 14 |

| 18 |